# 1 رمضان
- السبت
- الأحد
- الاثنين
- الثلاثاء
- الأربعاء
- الخميس
- الجمعة

- 2614 فبراير 2026
- 2715 فبراير 2026
- 2816 فبراير 2026
- 2917 فبراير 2026
- 118 فبراير 2026
- 219 فبراير 2026
- 320 فبراير 2026
- 421 فبراير 2026
- 522 فبراير 2026
- 623 فبراير 2026
- 724 فبراير 2026
- 825 فبراير 2026
- 926 فبراير 2026
- 1027 فبراير 2026
- 1128 فبراير 2026
- 121 مارس 2026
- 132 مارس 2026
- 143 مارس 2026
- 154 مارس 2026
- 165 مارس 2026
- 176 مارس 2026
- 187 مارس 2026
- 198 مارس 2026
- 209 مارس 2026
- 2110 مارس 2026
- 2211 مارس 2026
- 2312 مارس 2026
- 2413 مارس 2026
- 2514 مارس 2026
- 2615 مارس 2026
- 2716 مارس 2026
- 2817 مارس 2026
- 2918 مارس 2026
- 3019 مارس 2026
- 120 مارس 2026

1 رمضان أو 1 رمضان المُبارك أو يوم 1 \ 9 (اليوم الأوَّل من الشهر التاسع) هو اليوم السابع والثلاثون بعد المائتين (237) من أيَّام السنة (أو الثامن والثلاثون بعد المائتين لو كان شهر شعبان مُتممًا لليوم الثلاثين أو التاسع والثلاثون بعد المائتين لو أتم كلًا من صفر وربيع الآخر وجمادى الآخرة وشعبان ثلاثين يومًا) وفق التقويم الهجري القمري (العربي). يبقى بعده 117 أو 118 يومًا لانتهاء السنة.

## أحداث
- نزول صحف إبراهيم.
- 2 هـ - أول رمضان صامه المسلمون كما يعتقد. وقيل: إنَّ فرضَ صيام رمضان كان يوم الإثنين 1 شعبان 2 هـ.
- 9 هـ - عودة الرسول محمد وجيش المسلمين إلى المدينة المنورة بعد انتهاء غزوة تبوك.
- 20 هـ - دخول جيوش الفتح الإسلامي مصر في عهد أمير المؤمنين عمر بن الخطاب وبقيادة عمرو بن العاص.
- 91 هـ - بدء فتح الأندلس، ونزول المسلمين بقيادة طريف بن مالك إلى الشاطئ الجنوبي لبلاد الأندلس وغزوا بعض الثغور الجنوبية، وبدأ فتح الأندلس، وكان موسى بن نصير قد بعث طريف بن مالك لاكتشاف الطريق لغزو الأندلس.
- 114 هـ - نشوب معركة بلاط الشهداء بين المسلمين بقيادة «عبد الرحمن الغافقي» والفرنجة بقيادة «شارل مارتل»، وجرت أحداثها في فرنسا، اشتعلت المعركة مدة عشرة أيام من أواخر شعبان حتى أوائل شهر رمضان، ولم تنتهِ المعركة بانتصارِ أحد الفريقين، لكنَّ المسلمين انسحبوا بالليل وتركوا ساحة القتال.
- 654 هـ – احتراق المسجد النبوي الشريف، المسجد الذي أسسه رسول الله محمد.
- 1338 هـ - وقوع معركة حمض بين قوات الشيخ سالم المبارك الصباح بقيادة دعيج بن سلمان الصباح والإخوان بقيادة فيصل بن سلطان الدويش في حمض في شمال قرية العليا.
- 1353 هـ - الكويت تتعرض لهطول أمطار غزيرة أدت إلى تهدم عدد كبير من المنازل وتضرر 18000 نسمة، وعرفت هذه السنة بسنة الهدامة.
- 1375 هـ - الحكومة الفرنسية تقرر إرسال أكثر من مئتي ألف جندي من أفراد الاحتياط إلى الجزائر وذلك لكبح الثورة التي كانت تتصاعد بقيادة جبهة التحرير الوطني.
- 1381 هـ - الرئيس الفرنسي شارل ديغول ينادي باستقلال الجزائر.
- 1408 هـ - وقوع معركة تحرير الفاو، وهي المعركة الفاصلة في الحرب العراقية الإيرانية.
- 1418 هـ - سقوط 400 مدني قتلى من 4 قرى في أسوأ أحداث العنف في الجزائر.
- 1425 هـ - بدء عدوان صهيوني ومقتل 110 فلسطينيين بينهم 30 طفلًا وإصابة ما يزيد عن 400 فلسطيني نصفهم من الأطفال خلال عملية اجتياح واسعة لشمال قطاع غزة استمرت 17 يومًا، وسمَّتها إسرائيل «أيام الندم».
- 1434 هـ - مقتل واحد وخمسين شخصًا وإصابة المئات أمام نادي الحرس الجمهوري في القاهرة إثر إطلاق نار على معتصمين مؤيدين للرئيس محمد مرسي فيما سمي بأحداث دار الحرس الجمهوري.
- 1436 هـ - تفجيرات انتحارية تستهدف مراكز ومساجد للحوثيين في صنعاء.
- 1438 هـ - مقتل 28 شخصاً وإصابة 26 آخرين في هجوم مسلح على حافلات تقل أقباطًا بمحافظة المنيا.
- 1440 هـ - الإعلان عن وقف إطلاق النار بين إسرائيل وحركة حماس بعد حوالي 4 أيَّامٍ من القصف الصاروخي المُتبادل الذي أدَّى إلى مقتل حوالي 31 شخصًا وجرح قُرابة 290 آخرين.

## مواليد
- 160 هـ - عبد السلام سحنون، فقيه مالكي.
- 732 هـ - ابن خلدون، مؤرخ مسلم وفيلسوف وقاضي ومبتكر علم الاجتماع.
- 1286 هـ - شكيب أرسلان، أحد دعاة الوحدة العربية، ومن أبرز راود الإصلاح وزعماء التحرر الوطني ضد الاستعمار والاحتلال الغربي.
- 1317 هـ ـ جلال الدين هومائي، فقيه وأديب وأكاديمي إيراني.
- 1358 هـ ـ صلاح عيسى، صحفي ومؤرخ مصري.
- 1381 هـ - الشابة فضيلة، مغنية وممثلة جزائرية.
- 1399 هـ - خلف السلامة، لاعب كرة قدم كويتي.
- 1402 هـ - حمد المنتشري، لاعب كرة قدم سعودي.
- 1409 هـ - ثامر الشعيبي، ممثل كويتي.

## وفيات
- 65 هـ - مروان بن الحكم، رابع خلفاء الدولة الأموية.
- 73 هـ - عبد الله بن عمر بن الخطاب، صحابي.
- 208 هـ - نفيسة بنت الحسن، إحدى سيدات أهل البيت وحفيدة الإمام الحسن بن علي بن أبي طالب.
- 427 هـ - ابن سينا، طبيب وفيلسوف مسلم.
- 569 هـ - هبة الله بن كامل، قاضي وشاعر مصري فاطمي.
- 596 هـ - ابن البراق الأندلسي، عالم مسلم وشاعر أندلسي.
- 1344 هـ - علي ياسين العلاق، فقيه جعفري وشاعر عراقي.
- 1389 هـ - علي أحمد باكثير، كاتب مصري.
- 1397 هـ - ناجي معروف، كاتب عراقي.
- 1434 هـ - حسن عبد السلام، مخرج مسرحي مصري.
- 1437 هـ - مطاع صفدي، مفكر سوري.

## مناسبات
- أوَّل أيَّام الصيام عند المُسلمين.

## وصلات خارجية
- موقع قصة الإسلام: حدث في شهر رمضان.